# Lophodesmus spurcus
Lophodesmus spurcus är en mångfotingart som beskrevs av Filippo Silvestri 1927. Lophodesmus spurcus ingår i släktet Lophodesmus och familjen fingerdubbelfotingar. Inga underarter finns listade i Catalogue of Life.